# José Rodríguez y Rodríguez
José Rodríguez y Rodríguez, fue un sacerdote español nacido en Juncalillo, Gáldar (Gran Canaria) el 7 de mayo de 1912, y fallecido en Las Palmas de Gran Canaria el 17 de enero de 2008.
José Rodríguez y Rodríguez fue miembro de una familia significativa en su población. Tuvo como hermanos a Simón Bonifacio Rodríguez y Rodríguez, ilustre maestro y juez de Guía, y a otros dos párrocos célebres en la isla de Gran Canaria: Francisco y Teodoro.
Licenciado en Filosofía, Teología y Derecho por la Universidad de Comillas, y profesor de Derecho, Teología y Doctrina Social.

## Biografía

### Trayectoria
Tras su ordenación sacerdotal en 1938 y su paso como coadjutor en Arucas, Santa María de Guía de Gran Canaria, y de las parroquias de los barrios de San Bernardo, San Lázaro y San Antonio de Las Palmas de Gran Canaria, fue el primer vicario de la parroquia de Santa Isabel de Hungría desde 1948 hasta 1955, cuando el obispo Pildain lo designó delegado episcopal de Cáritas. En 1993, el papa Juan Pablo II lo nombró prelado de honor, título que, entre otros, le otorgó el tratamiento de monseñor.

### Contribuciones
A lo largo de 37 años como delegado episcopal y director de Cáritas Diocesana de Canarias, promovió la creación tres centros de enseñanza homologados de BUP y COU, varias guarderías infantiles, la constructora benéfica San José Artesano que dotó de viviendas a familias modestas en Gáldar, Teror y Las Palmas de Gran Canaria. Colaboró estrechamente y apoyó a su hermano Francisco en la construcción y promoción del complejo religioso-social de El Pilar, en Guanarteme.
Fundador de la Escuela de Asistentes Sociales y de la Hermandad Sacerdotal Nuestra Señora del Pino y San Antonio María Claret, creó la hospedería de urgencia Santa Isabel de Hungría de Escaleritas, instauró el primer grupo reconstituidor de leche líquida en Cáritas, creó el ropero diocesano, fundó la escuela internado de sordos y la Operación del Buen Samaritano.

### Reconocimientos

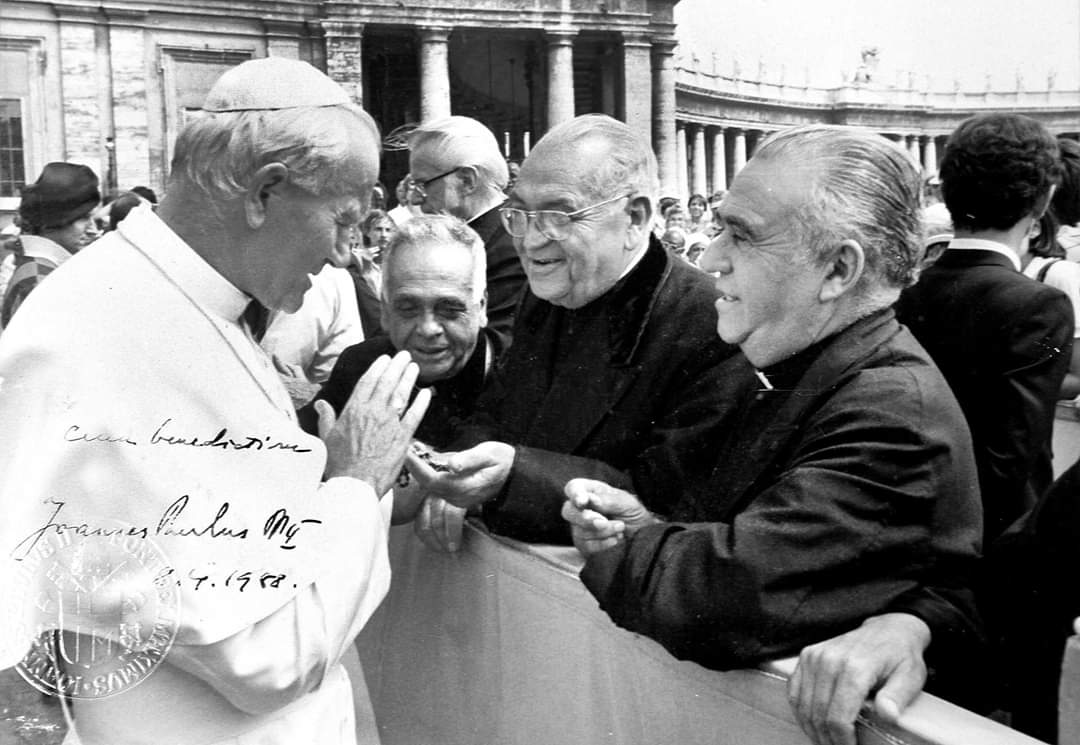
José Rodríguez y Rodríguez, Teodoro Rodríguez y Rodríguez y Francisco Rodríguez Rodríguez con Juan Pablo II

Fue nombrado Hijo Predilecto de Gran Canaria e Hijo Adoptivo de Las Palmas de Gran Canaria en el año 2006 y también Hijo Predilecto de la ciudad de Gáldar en el año 2008.
También obtuvo por parte del Gobierno de España la Gran Cruz de la Orden Civil de la Beneficencia con distintivo blanco. Han nombrado varias calles en su nombre en localidades de Gran Canaria en reconocimiento de su trabajo y en agosto de 2008, el Ayuntamiento de Gáldar colocó una placa honorífica en su casa de nacimiento, en Juncalillo, Gáldar.